# لوسی ۳۲۶۰۵
سیارک ۳۲۶۰۵ (به انگلیسی: 32605 Lucy، نامگذاری:2001QM213) سی و دو هزار و ششصد و پنجمین سیارک کشف شده‌است که در ۲۳ اوت ۲۰۰۱ کشف شد.